# 1959年イギリス総選挙

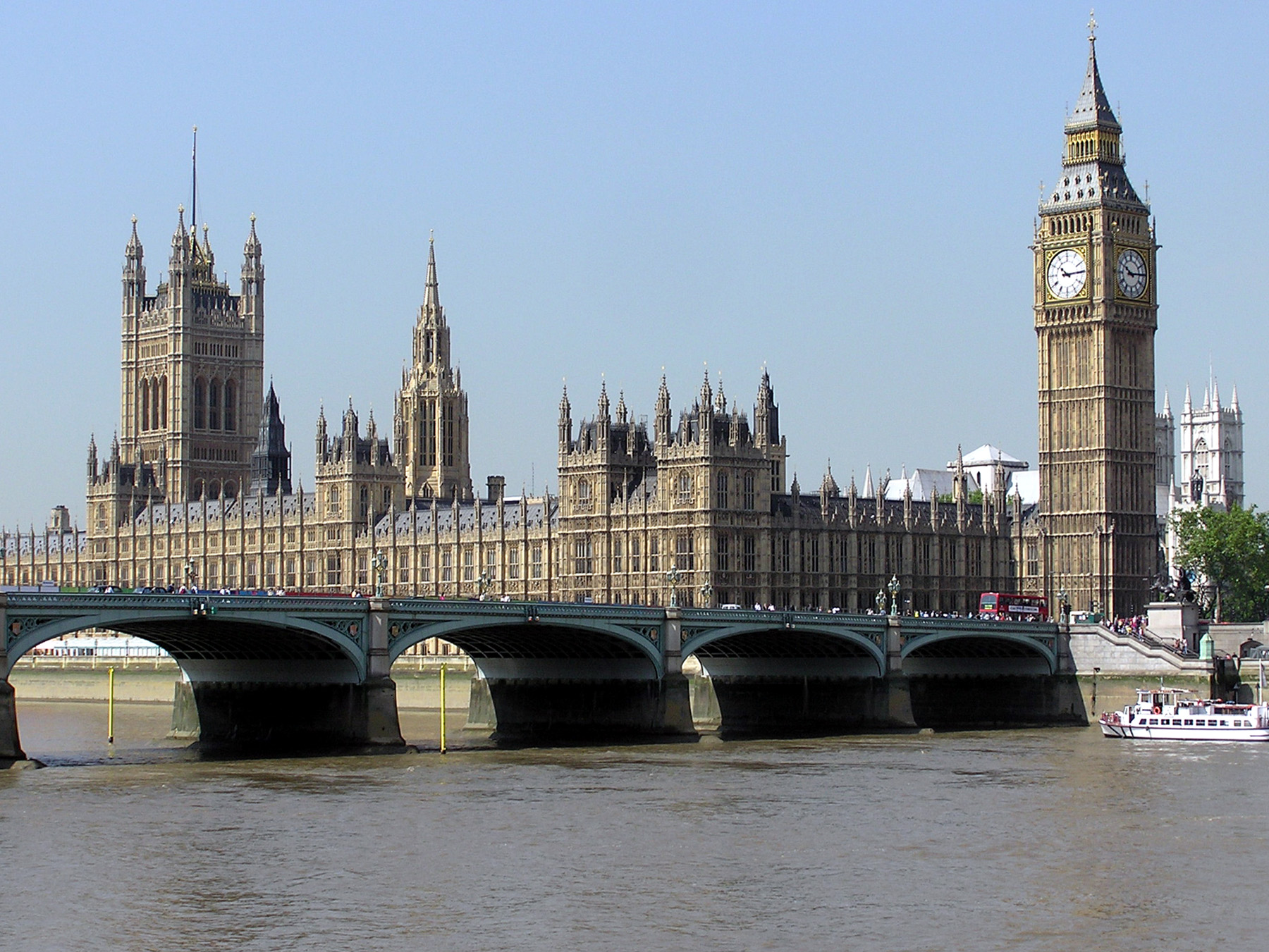
英国議会議事堂（ビッグ・ベン）

1959年イギリス総選挙（1959ねんイギリスそうせんきょ、英語名：United Kingdom General Election 1959）は、英国議会（グレートブリテン及び北アイルランド連合王国議会）の議員を選出するため1959年10月に行われた英国の選挙である。

## 選挙データ
- 選挙当時の首相：ハロルド・マクミラン - スエズ動乱の責任をとって1957年1月に辞任したアンソニー・イーデンの後を継いで首相となった。
- 与党：保守党
- 議会構成：庶民院（下院）と貴族院（上院）の両院で構成されるが、貴族院の議員は世襲貴族と一代貴族の中から選出される任命制なので、庶民院の議員のみが総選挙で選出される。
- 下院議員の任期：任期は5年。しかし、任期が満了する前に下院が解散されることが多い。
- 下院の定数：630議席
- 有権者数：35,397,304名
- 候補者：1,536名

## 選挙結果
- 投票日：1959年10月8日
- 投票率：78.7%

| 党派                    | 党派                    | 得票数     | %    | 候補 | 当選 |
| ----------------------- | ----------------------- | ---------- | ---- | ---- | ---- |
|                         | 保守党（Coservative）   | 13,750,875 | 49.4 | 625  | 365  |
|                         | 労働党（Labour）        | 12,216,172 | 43.9 | 621  | 258  |
|                         | 自由党（Liberal）       | 1,640,760  | 5.9  | 216  | 6    |
| 保守党系無所属（Ind C） | 保守党系無所属（Ind C） | 14,118     | 0.1  | 2    | 1    |
|                         |                         |            |      |      | 630  |

有効投票数：27,862,652票
- 出典：General Election Results 1885-1979
- 議席を得た政党のみ記載